# Ulfrun Regio
L'Ulfrun Regio è una struttura geologica della superficie di Venere.